# Bourgoinrana rubescens
Bourgoinrana rubescens is een halfvleugelig insect uit de familie schuimcicaden (Cercopidae). De wetenschappelijke naam van deze soort is voor het eerst geldig gepubliceerd in 1957 door Synave.